# ジョン・ホーストン
ジョン・マイルズ・ホーストン（ジョン・ミルズ・ヒューストン、英語: John Mills Houston、1890年9月15日 - 1975年4月29日）は、アメリカ合衆国下院のカンザス州第5下院議員選挙区の議員を1933年から1943年まで務めた。また労働関係委員会のメンバーを1943年から1953年まで務めた。

## 生涯

### 生い立ちおよびキャリア
1890年9月、カンザス州ジュエル郡フォーモソ近隣の牧場でサミュエル・J・ヒューストンとサラ・H・ヒューストン（旧性ニーヴズ）の間に生まれた。
父サミュエルは裕福な実業家で材木場を所有していた。ジョンはカンザス州ウィチタの学校に1年生から5年生まで通った。その後カンザス州サライナの聖ジョン軍事学校に2年間通い1905年に卒業した。カンザス州ウィチタのフェアマウント・カレッジ（現在のウィチタ州立大学）を卒業した。1906年にビジネスの管理に興味を持った。1906年から1912年の間、彼は風変わりな仕事を連続して働いたが、その後、ヘンリー・フレイジーの会社の劇場俳優となった。フレイジーの一座として1912年から1917年まで雇われた。第一次世界大戦が開戦すると、アメリカ海兵隊に入隊してウッドロウ・ウィルソンの19人の名誉護衛の1人となった。 また彼は数ヶ月の間、アメリカ合衆国海軍長官のジョセファス・ダニエルズの命令によりワシントンDCの国務省・陸軍省・海軍省合同庁舎の海兵護衛となった。
終戦後はカンザス州に戻った。1917年から1935年の間、ヒューストン・ダウティー・ランバー・カンパニー（父親が所有する会社）のマネージャーになった。その間、カンザス木こり協会の会長を務め、カンザス州商工会議所の取締役会のメンバーとなった。1919年5月27日 (1920年とも)にミズーリ州セントルイスのシャーロット・ステルホーンと結婚した。
夫妻はパトリシア（1922年生）、ロバート（1925年生）の2人の子供を儲けた。ヒューストンはカンザス州ニュートンの市長選挙に1927年に当選し、2年間務めた。彼は1934年にカンザス州民主党中央委員会の長官となり、1年間務めた。また米国在郷軍人会およびフリーメイソンで関わっていた。

### 下院キャリア
ヒューストンは1934年にアメリカ合衆国議会のカンザス州の第5下院議員選挙区の選挙に立候補した。現職のウィリアム・オーガスタス・エアーズは連邦取引委員会のメンバーに任命されたため、1934年8月21日に辞任した。驚くほど簡単に共和党のアイラ・C・ワトソンを57パーセントと36.2パーセントの差で打ち負かせた。
2年後の選挙では60パーセントの票を集め、共和党の立候補者J・B・パターソンを破った。1938年には共和党のスタンリー・テイラーを510票（43990票と43480票）と僅差ながら打ち負かすことができた。1940年の選挙でヒューストンは5500票差（58436票と52901票）で大勝した。
下院議員の間、彼は下院歳出委員会のメンバーであった。
1940年の人口調査によって選挙区の再区画が行われ、これによってヒューストンは再びカンザス第4選挙区の現職の共和党員エドワード・ハーバード・リースと戦うことになった。投票においてリースに44333票対55612票の差で敗北した。カンザス第7選挙区で一回の当選を果たしていた共和党員クリフォード・R・ホープは選挙区の改正でカンザス第7選挙区がなくなったことによる再選挙でヒューストンから議席を取り、カンザス第5選挙区で勝利した。

### NLRBでの経歴
ヒューストンは下院においてフランクリン・ルーズベルトを強力に擁護した。1943年3月5日に大統領となったルーズベルトはウィリアム・M・レイサーソンの後任の労働関係委員会（NLRB）にヒューストンを任命したことで報いたが、彼の任命は快く受け入れられたわけではなかった。NLPBの議長であったハリー・A・ミリスはNLRBの法律顧問であったロベルト・B・ワッツを支持しており、ルーズベルトに再三労働関係で広い信任を持つ人物を選ぶように主張した。ルーズベルトはまた、ウィスコンシン州法科大学学部長で国家労働委員会(NLB)の議長であったロイド・K・ガリソン、NLBの地区指導者で国家戦争労働委員会(NWLB)の副議長であったジョージ・W・テイラー、ウィスコンシン州大学で労働関係に関する教授であったエドワード・C・ウィッテらを1930年代前半に通していた。
ヒューストンはNLRBで働くまで労働関係での経験を持っていなかった。委員会での5年の任期の内最初の数年、ヒューストンは彼の法秘書のアドバイスに深く頼った。アメリカ合衆国労働省の弁護士長ジェラード・D・ライリーは1942年9月にNLPBに任命されたが、ライリーは保守的で、NLPBの幾人かの委員は彼を反動主義者と考えていた。ライリーはヒューストンに彼の最初の数年間に大きな影響を与えた。しかし、シューストンは経験を積み、彼はNLPBの穏健派の議長であり、団体交渉と流通連合を信念とするハリー・ミリスとの関係を作り出した。NLRBの2期目の5年間において、ヒューストンは委員会の中で最も一貫した労働者寄りの委員になった。ライリーはこの変化はNLPBの公判検査官長で左翼法律家であったフランク・ブルームがヒューストンに深く影響したと信じるようになった。
ヒューストンの再指名は幾つかの分水嶺と考えられている。1947年、タフト-ハートレイ条例はメンバー3人からNLRBの大きさに拡大された。大統領ハリー・S・トルーマンは条例可決後の議会との関係を考え、一つはリベラルとの関係から、一つは保守的なメンバーとの関係から委員に指名した。ヒューストンは1948年4月12日に再任した。彼の再任はNLRBでのニューディール労働組合再結成の動きなどを見せ、国家労働法をより拡張し、労働連合に協力することを説明した。
ヒューストンは委員であった機関に幾つかの重要な投票に巻き込まれた。ほとんどが委員になった直後であり、1943年に彼は委員長であったミリスと以前のNLPBの決定を覆す投票で協力し、工場長は管理人で労働者でないことから、工場長が労働組合に入ることを否定した。しかし、その2年後、彼とミリズは再び1943年の決定を覆すことに協力している。ヒューストンと新任のNLRB委員長となったポール・ハーゾグは1946年に1945年の決定を支持するために結びついた。1945年には論争好きで、リベラルな北東地区の管理者チャールズ・T・ドッズを辞任させるために再びミリズと協力した。
1947年にはタフト-ハートレイ条例の主だった論争で紛糾した。1947年夏、トルーマン大統領の拒否を覆して条例は法になり、この規定で全ての選出された労働組合長はアメリカ共産党員になったことがないことを説明し否認し宣誓書をNLRBに提出し、彼等はアメリカ政府を力で転覆させる計画を否認することが必要条件とされた。問題は以前NLRBによって労働組合の役員委員会に席を持たないが同盟、組織、団体などで委員会の取締役として働いている選挙によって選ばれた者を労働組合長として適用するかどうかであった。NLRBの法律顧問はアメリカ労働者同盟と工業団体議会の管理者会のメンバーがこれらの宣誓にサインしなければならないと規定した。これは以前これらの管理者の個々が若い頃長くはなくとも共産党員であったことに関係していた。以前、これらの管理者は自らの労働組合に選挙されていなかったため、彼らはタフト-ハートレイ条例の反共的宣誓の規定を逃れていたが、この法律顧問の規定は彼等の事業を危険にさらした。ヒューストンは他の3人のNLRB委員と共に1947年の9月から10月の一連の投票で法律顧問を無効にした。

### 引退後
ヒューストンは1953年8月27日に労働関係委員会の職務を退いた。妻シャーロットが死去すると、イリタ・ロビンソンと1945年11月16日に結婚した。
カリフォルニア州ロングビーチに移住し、1975年4月29日に心臓発作のため死去した。カリフォルニア州アナハイムのメルローズ・アビー・セメタリーに埋葬された。